# Armaturolidia
Armaturolidia  (лат.) — род прыгающих насекомых из семейства цикадок (Cicadellidae). Южная Америка. Длина 6-7 мм (самки крупнее). Голова уже пронотума; лоб очень узкий, примерно равен по длине пронотуму. Эдеагус трубчатый. Сходны по габитусу с Paralidia, отличаясь деталями строения гениталий. Род включают в состав подсемейства Coelidiinae.
- Armaturolidia ordocrista Nielson, 2011 — Колумбия
- Armaturolidia denticulata (Nielson, 1986) — Бразилияtypus
  - = Paralidia denticulata Nielson, 1986
- Armaturolidia spinata (Nielson, 1986) — Бразилия
  - = Paralidia spinata Nielson, 1986